# Heliconius melpomene
Bướm người đưa thư, Người đưa thư thông thường hay Người đưa thư trong tiếng Anh (Heliconius melpomene) một loài bướm ngày được tìm thấy từ Mexico tới miền bắc Nam Mỹ. Một số loài trong chi này có những mảng rất giống nhau và rất khó để phân biệt.

## Các phụ loài
Các phị loài của Heliconius melpomene (Linnaeus, 1758) include:
- Heliconius melpomene aglaope (C. & R. Felder, 1862)
- Heliconius melpomene amandus (Grose-Smith & Kirby, 1892)
- Heliconius melpomene amaryllis (C. & R. Felder, 1862)
- Heliconius melpomene cythera (Hewitson, 1869)
- Heliconius melpomene euryades (Riffarth, 1900)
- Heliconius melpomene malleti (Lamas, 1988)
- Heliconius melpomene melpomene (Linnaeus, 1758)
- Heliconius melpomene meriana (Turner, 1967
- Heliconius melpomene modesta (Riffarth, 1900)
- Heliconius melpomene nanna (Stichel, 1899)
- Heliconius melpomene penelope (Staudinger, 1894)

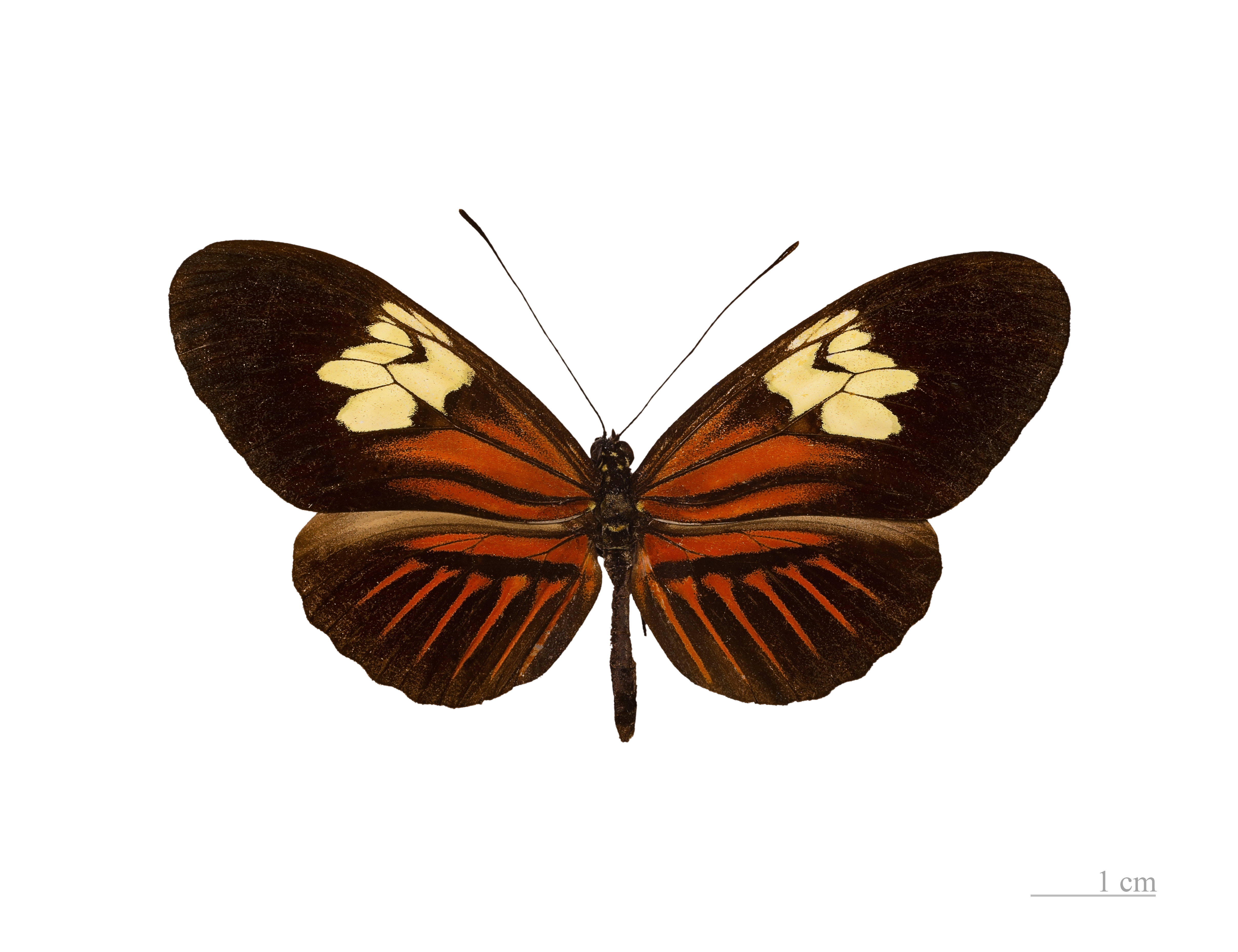
Heliconius melpomene penelope, male, dorsal side
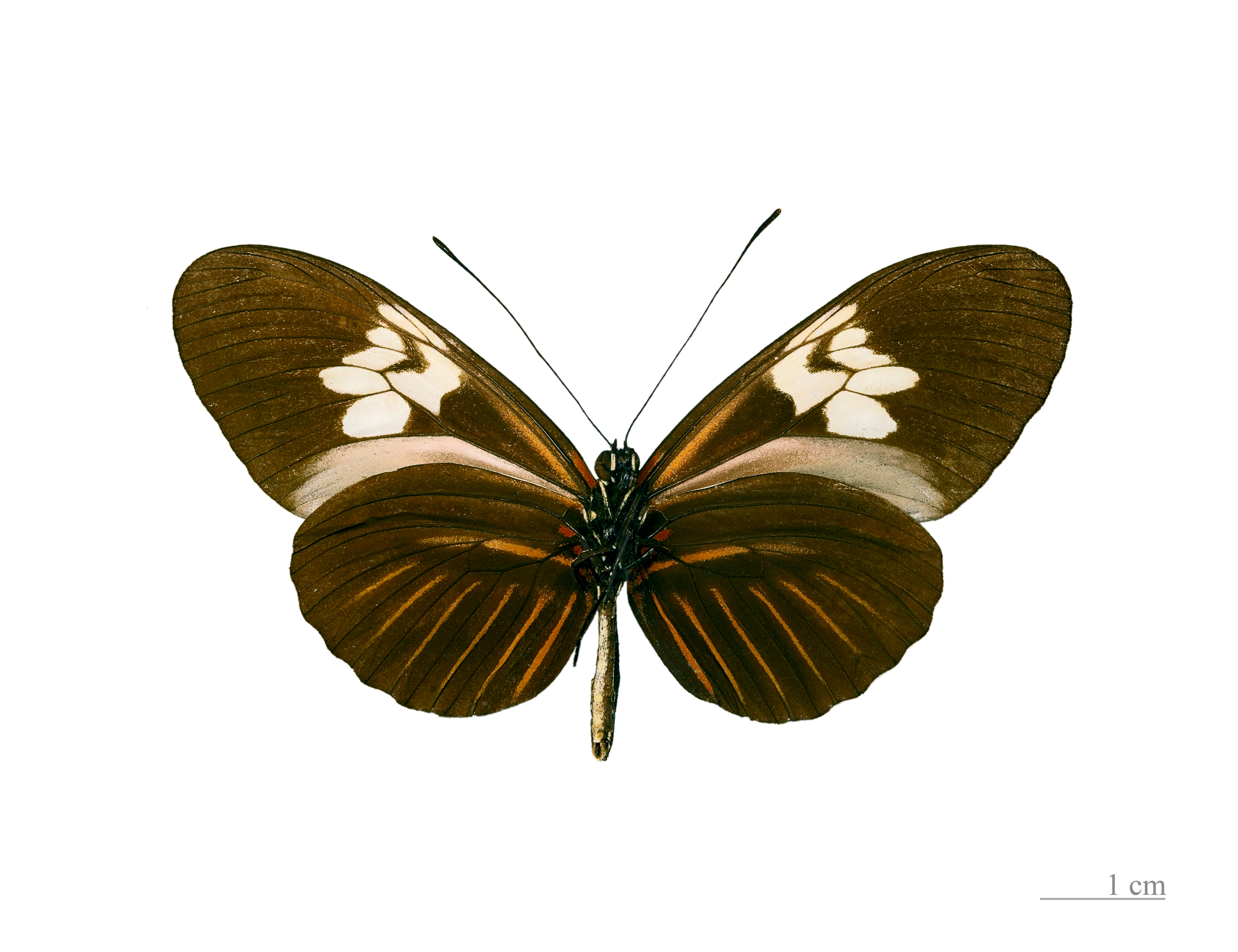
Heliconius melpomene penelope, male, ventral side
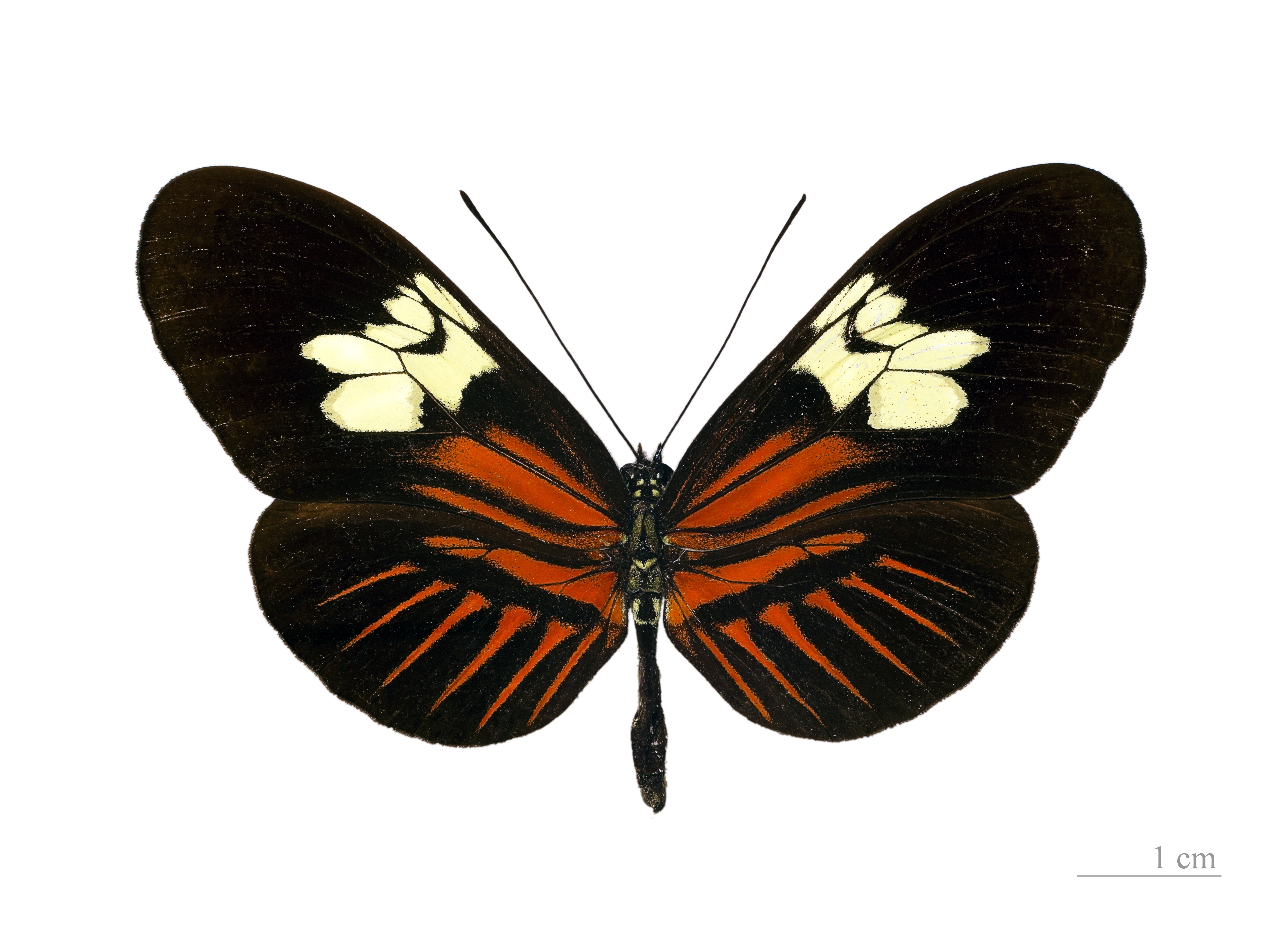
Heliconius melpomene penelope female, dorsal side
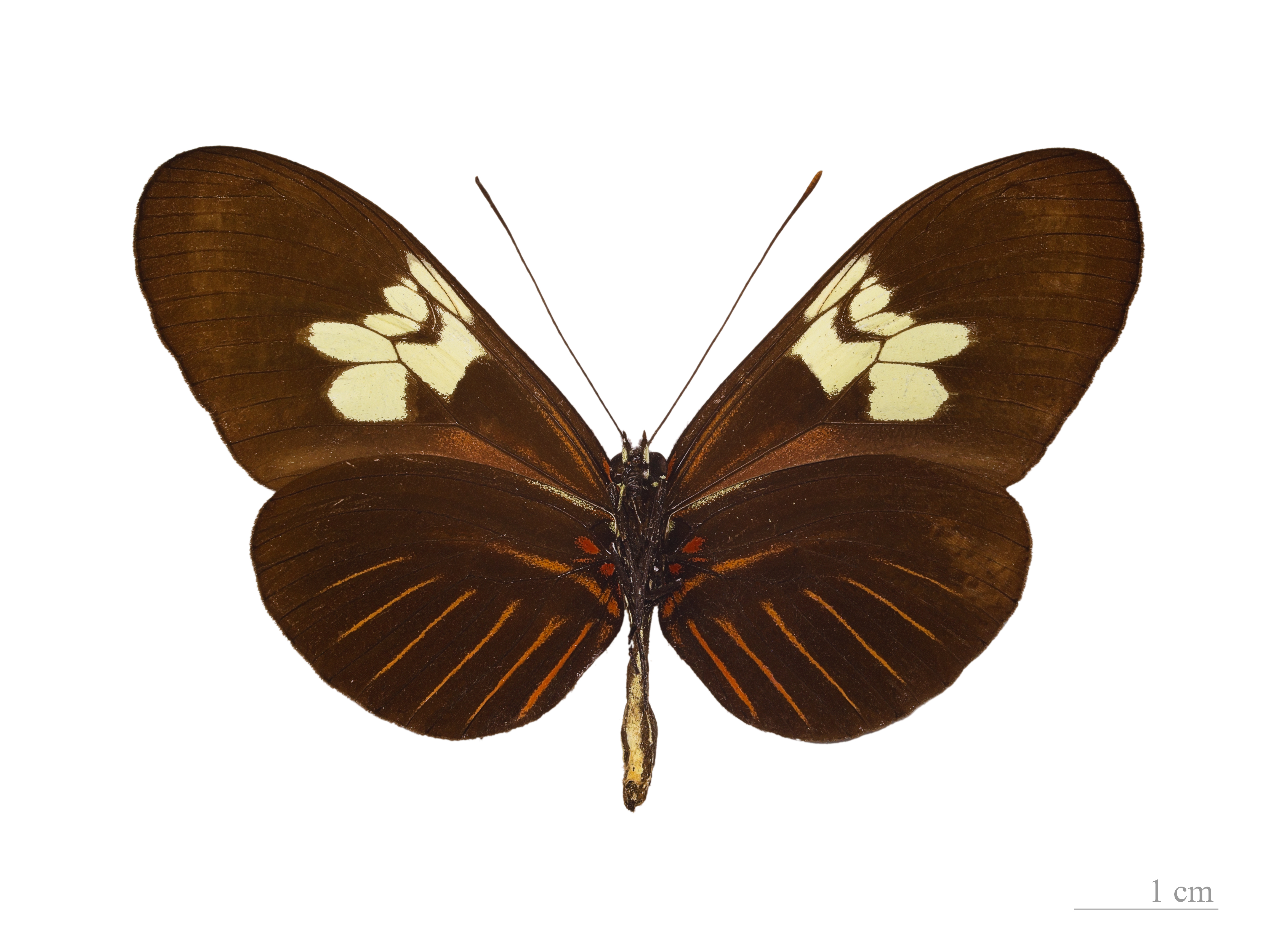
Heliconius melpomene penelope female, ventral side

- Heliconius melpomene plesseni (Riffarth, 1907)
- Heliconius melpomene sticheli (Riffarth, 1907)
- Heliconius melpomene rosina (Boisduval, 1870)
- Heliconius melpomene thelxiope (Hübner, [1806])
- Heliconius melpomene unimaculata (Hewitson, 1869)
- Heliconius melpomene vicinus (Ménétriés, 1847)
- Heliconius melpomene vulcanus (Butler, 1865)
- Heliconius melpomene xenoclea (Hewitson, [1853]